# NFR-90
El NFR-90 (Reemplazo de Fragatas OTAN para los 90, en inglés NATO Frigate Replacement for 90s) era un programa multinacional diseñado para producir una fragata común por varias naciones de la OTAN. Sin embargo, las diversas necesidades de los distintos países llevaron a que el proyecto se abandonara en la década de 1990.
El proyecto buscaba alcanzar economías de escala en la producción de la próxima generación de buques de guerra. Los estudios de viabilidad se iniciaron en 1985 e informó de que con una modularidad en el diseño, la colaboración debería ser posible.
Las diferencias surgieron en la etapa de definición del diseño sobre temas como la elección del principal arma antibuque. Francia presionó con su misil Exocet mientras que la mayoría de las naciones preferían el Boeing AGM-84 Harpoon. El Reino Unido, en particular, estaba inquieto por la ausencia de un sistema de defensa aéreo cercano debido a su experiencia con los misiles Exocet durante la Guerra de las Malvinas.
El colapso del proyecto estaba garantizado por la retirada de los dos mayores participantes, los EE. UU. y el Reino Unido. La Marina de EE. UU. no estaba contenta con el diseño monomisión final; la multi-misión de los destructores de la clase Arleigh Burke demuestran lo que EE. UU. tenía en mente. El Reino Unido considera retirarse del proyecto en 1988, pero se había comprometido a garantizar el trabajo de sus astilleros y proveedores de equipos de defensa. Sin embargo, finalmente se retiró en 1989 por temor a que la necesidad de reemplazar los destructores Tipo 42 no se alcanzase con la nueva fragata.
Francia, Italia y Reino Unido, ponen en marcha el proyecto Horizon CNGF en 1992. Este fue un nuevo intento de colaboración que sólo tuvo un éxito moderado, con el Reino Unido finalmente retirándose y comenzando su propio proyecto nacional, el destructor Tipo 45. Francia e Italia continuaron con el proyecto Horizon, aunque se construirán muchos menos barcos de lo previsto inicialmente.. España acabaría desarrollando las fragatas clase F-100.

## Naciones participantes
- Alemania
- Canadá
- España
- Estados Unidos
- Francia
- Holanda
- Italia
- Reino Unido